# Mission Impossible Theme
Pour les articles homonymes, voir Mission impossible.
Clip vidéo
[vidéo] « Mission Impossible Theme and Title Sequences », sur YouTube
Mission Impossible Theme (thème de Mission impossible, en anglais) est un célèbre indicatif musical standard de jazz, du compositeur de musique de film Lalo Schifrin, enregistré en single avec son big band jazz symphonique, pour le thème musical principal de la série télévisée d'espionnage américaine Mission impossible (série télévisée) (1966-1973),, extrait de son album Music from Mission: Impossible (en) de 1967. Il est repris depuis pour les séries télévisées, de films Mission impossible, et de jeux vidéo suivantes,,... 

## Histoire

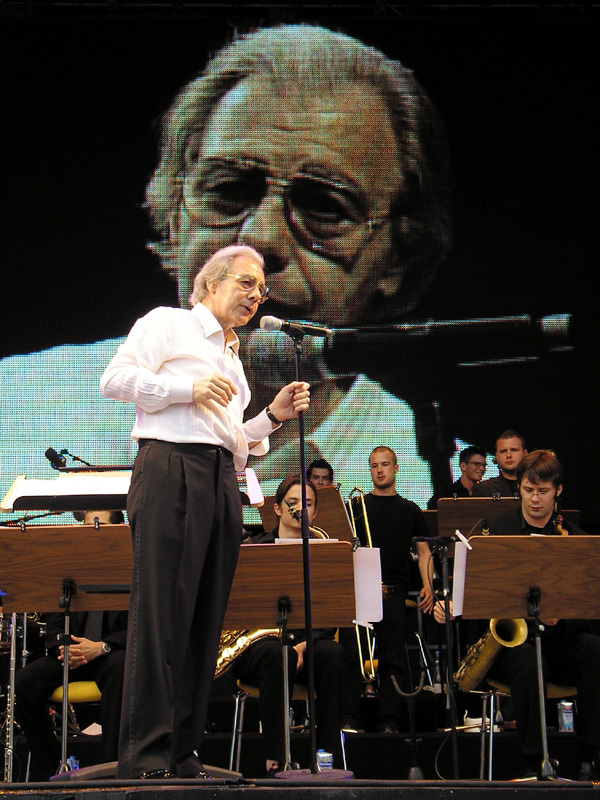
Lalo Schifrin, en 2006

La signature rythmique répétitive obsédante et explosive du thème, à la fois lancinante et frénétique, est inspirée, selon Lalo Schifrin, du code Morse international (composé de tirets et de points) accompagné à la flûte, et par les sections cuivres et cordes de son big band jazz symphonique, sur fond de célèbre mise à feu de mèche d'explosif du générique, et du célèbre message « Bonjour, Monsieur Phelps. Votre mission, à supposer que vous l'acceptiez, consiste à... Comme toujours, si vous ou l'un de vos agents étaient capturés ou tués, le département d'État nierait avoir eu connaissance de vos agissements. Cette bande s'autodétruira dans cinq secondes. Bonne chance. ».  
Le single culmine entre autres à la 41e place du Billboard Hot 100 1967, avec deux Grammy Awards (meilleur thème instrumental et meilleure musique originale pour un film ou une émission de télévision), Grammy Hall of Fame Award, et contribution à l'Oscar d'honneur 2019 de Lalo Schifrin.
Quelques thèmes célèbres sont inspirés de ce genre de riff musical répétitif à la fois lancinant et frénétique de big band jazz, dont Peter Gunn Theme (1958), Green Onions (1962), James Bond Theme (1962), The Pink Panther Theme (1963)...

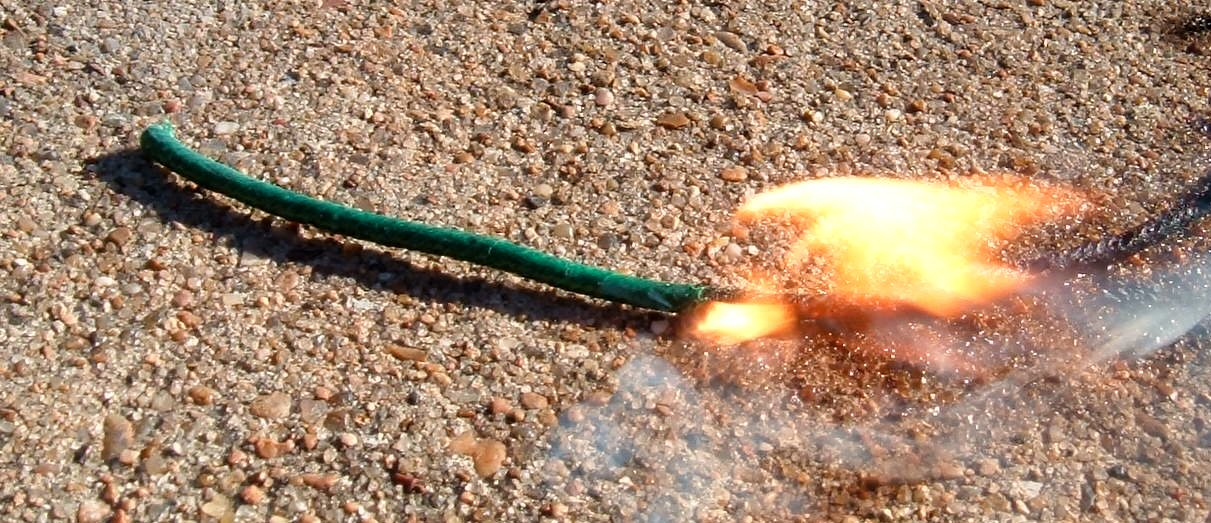
Célèbre mèche d'explosif du générique de Mission impossible.

## Cinéma et télévision
- 1966 à 1973 : Mission impossible (série télévisée), avec Peter Graves
- 1994 : Ace Ventura - Pet Detective
- 1988 à 1990 : Mission impossible, 20 ans après, avec Peter Graves
- Depuis 1996 : Mission impossible (série de films), avec Tom Cruise